# Naila Zaninetti
Naila Victoria Zaninetti (Ciudad de Santa Fe, Provincia de Santa Fe, Argentina, 26 de mayo de 2006) es una futbolista argentina que juega como arquera en el Club Atlético Unión de la Primera División de la Liga Santafesina.

## Trayectoria
Zaninetti es una joven arquero que empezó en Deportivo Nobleza. En el año 2018 fue convocada por la selección santafesina sub-14 para disputar la liga de desarrollo de CONMEBOL. En el año 2019 se presentaría a una práctica para tratar de ser seleccionada para la selección argentina, Naila logró quedar dentro de las 18 preseleccionadas, pero no logró quedar dentro de la lista definitiva. En el mismo año, pero en agosto se disputarían los juegos de la región centro siendo convocada y le tocaría ser la arquera titular donde tendría una destacada actuación. A fines del mismo año sería citada por Unión para disputar la liga de desarrollo de CONMEBOL donde demostraría un gran nivel llegando con el equipo hasta semifinales donde caerían por penales ante Platense.

## Clubes
| Club              | País      | Año           |
| ----------------- | --------- | ------------- |
| Deportivo Nobleza | Argentina | 2018-2019     |
| Unión (Santa Fe)  | Argentina | 2019-presente |

### Estadísticas
- Actualizado al 10 de octubre de 2021

| Club | Div.                                        | Temporada                                   | Liga Regional(1)                            | Liga Regional(1)                            | Liga Regional(1)                            | Copa Provincial(2)                          | Copa Provincial(2)                          | Copa Provincial(2)                          | Liga Nacional(3)                            | Liga Nacional(3)                            | Liga Nacional(3)                            | Copa Nacional(4)                            | Copa Nacional(4)                            | Copa Nacional(4)                            | Copa Internacional(5)                       | Copa Internacional(5)                       | Copa Internacional(5)                       | Total                                       | Total                                       | Total |
| Club | Div.                                        | Temporada                                   | Part.                                       | GR                                          | VI                                          | Part.                                       | GR                                          | VI                                          | Part.                                       | GR                                          | VI                                          | Part.                                       | GR                                          | VI                                          | Part.                                       | GR                                          | VI                                          | Part.                                       | GR                                          | VI    |
| --- | ------------------------------------------- | ------------------------------------------- | ------------------------------------------- | ------------------------------------------- | ------------------------------------------- | ------------------------------------------- | ------------------------------------------- | ------------------------------------------- | ------------------------------------------- | ------------------------------------------- | ------------------------------------------- | ------------------------------------------- | ------------------------------------------- | ------------------------------------------- | ------------------------------------------- | ------------------------------------------- | ------------------------------------------- | ------------------------------------------- | ------------------------------------------- | ----- |
| Dep. Nobleza Argentina |                                             |                                             |                                             |                                             |                                             |                                             |                                             |                                             |                                             |                                             |                                             |                                             |                                             |                                             |                                             |                                             |                                             |                                             |                                             |       |
| 1.ª |                                             |                                             |                                             |                                             |                                             |                                             |                                             |                                             |                                             |                                             |                                             |                                             |                                             |                                             |                                             |                                             |                                             |                                             |                                             |       |
| 2018 | 0                                           | 0                                           | 0                                           | -                                           | -                                           | -                                           | -                                           | -                                           | -                                           | -                                           | -                                           | -                                           | -                                           | -                                           | -                                           | 0                                           | 0                                           | 0                                           |                                             |       |
| 2019 | 0                                           | 0                                           | 0                                           | -                                           | -                                           | -                                           | -                                           | -                                           | -                                           | -                                           | -                                           | -                                           | -                                           | -                                           | -                                           | 0                                           | 0                                           | 0                                           |                                             |       |
| Total | Total                                       | 0                                           | 0                                           | 0                                           | -                                           | -                                           | -                                           | -                                           | -                                           | -                                           | -                                           | -                                           | -                                           | -                                           | -                                           | -                                           | 0                                           | 0                                           | 0                                           |       |
| Unión Argentina |                                             |                                             |                                             |                                             |                                             |                                             |                                             |                                             |                                             |                                             |                                             |                                             |                                             |                                             |                                             |                                             |                                             |                                             |                                             |       |
| 1.ª |                                             |                                             |                                             |                                             |                                             |                                             |                                             |                                             |                                             |                                             |                                             |                                             |                                             |                                             |                                             |                                             |                                             |                                             |                                             |       |
| 2019 | 0                                           | 0                                           | 0                                           | -                                           | -                                           | -                                           | -                                           | -                                           | -                                           | -                                           | -                                           | -                                           | -                                           | -                                           | -                                           | 0                                           | 0                                           | 0                                           |                                             |       |
| 2020 | Suspendido debido a la Pandemia de COVID-19 | Suspendido debido a la Pandemia de COVID-19 | Suspendido debido a la Pandemia de COVID-19 | Suspendido debido a la Pandemia de COVID-19 | Suspendido debido a la Pandemia de COVID-19 | Suspendido debido a la Pandemia de COVID-19 | Suspendido debido a la Pandemia de COVID-19 | Suspendido debido a la Pandemia de COVID-19 | Suspendido debido a la Pandemia de COVID-19 | Suspendido debido a la Pandemia de COVID-19 | Suspendido debido a la Pandemia de COVID-19 | Suspendido debido a la Pandemia de COVID-19 | Suspendido debido a la Pandemia de COVID-19 | Suspendido debido a la Pandemia de COVID-19 | Suspendido debido a la Pandemia de COVID-19 | Suspendido debido a la Pandemia de COVID-19 | Suspendido debido a la Pandemia de COVID-19 | Suspendido debido a la Pandemia de COVID-19 | Suspendido debido a la Pandemia de COVID-19 |       |
| 2021 | 0                                           | 0                                           | 0                                           | -                                           | -                                           | -                                           | -                                           | -                                           | -                                           | -                                           | -                                           | -                                           | -                                           | -                                           | -                                           | 0                                           | 0                                           | 0                                           |                                             |       |
| Total | Total                                       | 0                                           | 0                                           | 0                                           | 0                                           | 0                                           | 0                                           | -                                           | -                                           | -                                           | -                                           | -                                           | -                                           | -                                           | -                                           | -                                           | 0                                           | 0                                           | 0                                           |       |
| Total en su carrera | Total en su carrera                         | Total en su carrera                         | 0                                           | 0                                           | 0                                           | 0                                           | 0                                           | 0                                           | 0                                           | 0                                           | 0                                           | 0                                           | 0                                           | 0                                           | 0                                           | 0                                           | 0                                           | 0                                           | 0                                           | 0     |
| (1) Incluye Liga Santafesina (Debido a la poca información que hay algunos datos pueden estar erróneos) (2) Incluye Copa Santa Fe (3) Incluye Campeonato Argentino (4) Incluye Copa Federal (5) Incluye Copa Libertadores |                                             |                                             |                                             |                                             |                                             |                                             |                                             |                                             |                                             |                                             |                                             |                                             |                                             |                                             |                                             |                                             |                                             |                                             |                                             |       |

## Palmarés

### Campeonatos regionales
| Título   | Club             | País      | Año  |
| -------- | ---------------- | --------- | ---- |
| Apertura | Unión (Santa Fe) | Argentina | 2021 |